# Liste der Mitglieder der 4. Knesset
Dies ist eine Liste der Mitglieder der 4. Knesset.
Die 120 Abgeordneten wurden am 3. November 1959 gewählt.
- Mapai: 47
- Cherut: 17
- Nationalreligiöse Partei: 12
- Mapam: 9
- Allgemeine Zionisten: 8
- Achdut haʿAvoda: 7
- Chasit Datit Toratit: 6
- Miflaga Progresivit: 6
- Maki: 3
- Qidma uFittuach: 3
- Schittuf weAchawa: 2
- Chaqlaʿut uFittuach: 1

## Mitglieder der 4. Knesset
| Partei                     | Mitglied                 | Anmerkungen                                          |
| -------------------------- | ------------------------ | ---------------------------------------------------- |
| Yosef Almogi               | Mapai                    |                                                      |
| Zalman Aran                | Mapai                    |                                                      |
| Meir Argov                 | Mapai                    |                                                      |
| Ami Assaf                  | Mapai                    |                                                      |
| David Bar-Rav-Hai          | Mapai                    |                                                      |
| Mosche Bar’am              | Mapai                    |                                                      |
| Aharon Becker              | Mapai                    |                                                      |
| David Ben-Gurion           | Mapai                    |                                                      |
| Gidʿon Ben-Jisraʾel        | Mapai                    |                                                      |
| Herzl Berger               | Mapai                    |                                                      |
| Menachem Cohen             | Mapai                    |                                                      |
| Yitzhak Coren              | Mapai                    |                                                      |
| Mosche Dajan               | Mapai                    |                                                      |
| Amos Degani                | Mapai                    |                                                      |
| Abba Eban                  | Mapai                    |                                                      |
| Josef Efrati               | Mapai                    |                                                      |
| Levi Eschkol               | Mapai                    |                                                      |
| Josef Fischer              | Mapai                    |                                                      |
| Akiwa Gowrin               | Mapai                    |                                                      |
| Jisraʾel Guri              | Mapai                    |                                                      |
| David Hacohen              | Mapai                    |                                                      |
| Ascher Chassin             | Mapai                    |                                                      |
| Avraham Herzfeld           | Mapai                    |                                                      |
| Beba Idelson               | Mapai                    |                                                      |
| Jisraʾel Kargman           | Mapai                    |                                                      |
| Jona Kesse                 | Mapai                    |                                                      |
| Hannah Lamdan              | Mapai                    |                                                      |
| Pinchas Lawon              | Mapai                    |                                                      |
| Kadish Luz                 | Mapai                    |                                                      |
| Golda Meir                 | Mapai                    |                                                      |
| Mordechai Namir            | Mapai                    |                                                      |
| Dvora Netzer               | Mapai                    |                                                      |
| Baruch Osnia               | Mapai                    |                                                      |
| Shimon Peres               | Mapai                    |                                                      |
| David Petel                | Mapai                    |                                                      |
| Pinchas Sapir              | Mapai                    |                                                      |
| Moshe Sardines             | Mapai                    |                                                      |
| Mosche Scharet             | Mapai                    |                                                      |
| Bechor-Schalom Schitrit    | Mapai                    |                                                      |
| Schmuʾel Schoresch         | Mapai                    |                                                      |
| Yizhar Smilansky           | Mapai                    |                                                      |
| Rachel Tzabbari            | Mapai                    |                                                      |
| Jenia Tversky              | Mapai                    |                                                      |
| Yisrael Yeshayahu          | Mapai                    |                                                      |
| Georg Josephthal           | Mapai                    |                                                      |
| Haim Yosef Zadok           | Mapai                    |                                                      |
| Mordechai Zar              | Mapai                    |                                                      |
| Arjeh Altman               | Cherut                   |                                                      |
| Binjamin Arditi            | Cherut                   |                                                      |
| Binjamin Avniʾel           | Cherut                   |                                                      |
| Yohanan Bader              | Cherut                   |                                                      |
| Menachem Begin             | Cherut                   |                                                      |
| Arjeh Ben-Eliʿeser         | Cherut                   |                                                      |
| Chaim Cohen-Meguri         | Cherut                   |                                                      |
| Chaim Landau               | Cherut                   |                                                      |
| Nachum Levin               | Cherut                   |                                                      |
| Elijahu Meridor            | Cherut                   |                                                      |
| Jaʿaqov Meridor            | Cherut                   |                                                      |
| Mordechai Olmert           | Cherut                   |                                                      |
| Esther Rasiʾel-Naʿor       | Cherut                   |                                                      |
| Schabtai Schichman         | Cherut                   |                                                      |
| Josef Schofman             | Cherut                   |                                                      |
| Elieser Schostak           | Cherut                   |                                                      |
| Schimschon Unichman        | Cherut                   |                                                      |
| Schlomo Jisra’el Ben Me’ir | Nationalreligiöse Partei |                                                      |
| Josef Schlomo Burg         | Nationalreligiöse Partei |                                                      |
| Ja’akov-Micha’el Chasani   | Nationalreligiöse Partei |                                                      |
| Aharon-Jaʿaqov Greenberg   | Nationalreligiöse Partei |                                                      |
| Mordechai Nurock           | Nationalreligiöse Partei |                                                      |
| Jitzchak Rafa’el           | Nationalreligiöse Partei |                                                      |
| Tova Sanhadray             | Nationalreligiöse Partei |                                                      |
| Benjamin Schachor          | Nationalreligiöse Partei |                                                      |
| Chaim-Mosche Schapira      | Nationalreligiöse Partei |                                                      |
| Mosche Unna                | Nationalreligiöse Partei |                                                      |
| Serach Wahrhaftig          | Nationalreligiöse Partei |                                                      |
| Frija Zoaretz              | Nationalreligiöse Partei |                                                      |
| Jisrael Barsilai           | Mapam                    |                                                      |
| Mordechaj Bentov           | Mapam                    |                                                      |
| Ya'akov Hazan              | Mapam                    |                                                      |
| Yussuf Hamis               | Mapam                    |                                                      |
| Jaʿaqov Riftin             | Mapam                    |                                                      |
| Chanan Rubin               | Mapam                    |                                                      |
| Emma Talmi                 | Mapam                    |                                                      |
| Meʾir Jaʿari               | Mapam                    |                                                      |
| Chaim Jehuda               | Mapam                    |                                                      |
| Salman Abramov             | Allgemeine Zionisten     | Partei verschmolz in Miflaga Liberalit Jisra’elit    |
| Peretz Bernstein           | Allgemeine Zionisten     | Partei verschmolz in Miflaga Liberalit Jisra’elit    |
| Ezra Ichilov               | Allgemeine Zionisten     | Partei verschmolz in Miflaga Liberalit Jisra’elit    |
| Moshe Nissim               | Allgemeine Zionisten     | Partei verschmolz in Miflaga Liberalit Jisra’elit    |
| Elimelech Rimalt           | Allgemeine Zionisten     | Partei verschmolz in Miflaga Liberalit Jisra’elit    |
| Josef Sapir                | Allgemeine Zionisten     | Partei verschmolz in Miflaga Liberalit Jisra’elit    |
| Josef Serlin               | Allgemeine Zionisten     | Partei verschmolz in Miflaga Liberalit Jisra’elit    |
| Zvi Zimmerman              | Allgemeine Zionisten     | Partei verschmolz in Miflaga Liberalit Jisra’elit    |
| Jigal Allon                | Achdut haʿAvoda          |                                                      |
| Jisra’el Bar Jehuda        | Achdut haʿAvoda          |                                                      |
| Jitzchak Ben Aharon        | Achdut haʿAvoda          |                                                      |
| Mordechai Bibi             | Achdut haʿAvoda          |                                                      |
| Mosche Karmel              | Achdut haʿAvoda          |                                                      |
| Jisrael Galili             | Achdut haʿAvoda          |                                                      |
| Nahum Nir                  | Achdut haʿAvoda          |                                                      |
| Kalman Kahana              | Chasit Datit Toratit     | Alijah zu gründen, ging er zu Poalei Agudat Jisra’el |
| Jaʿaqov Katz               | Chasit Datit Toratit     | Alijah zu gründen, ging er zu Poalei Agudat Jisra’el |
| Yitzhak-Meir Levin         | Chasit Datit Toratit     | Alijah zu gründen, ging er zu Agudat Jisra’el        |
| Schlomo Lorincz            | Chasit Datit Toratit     | Alijah zu gründen, ging er zu Agudat Jisra’el        |
| Benjamin Mintz             | Chasit Datit Toratit     | Alijah zu gründen, ging er zu Poalei Agudat Jisra’el |
| Menachem Porusch           | Chasit Datit Toratit     | Alijah zu gründen, ging er zu Agudat Jisra’el        |
| Idov Cohen                 | Miflaga Progresivit      | Partei verschmolz in Miflaga Liberalit Jisra’elit    |
| Jitzchaq Golan             | Miflaga Progresivit      | Partei verschmolz in Miflaga Liberalit Jisra’elit    |
| Jizhar Harari              | Miflaga Progresivit      | Partei verschmolz in Miflaga Liberalit Jisra’elit    |
| Schimʿon Kanovitch         | Miflaga Progresivit      | Partei verschmolz in Miflaga Liberalit Jisra’elit    |
| Mosche Kol                 | Miflaga Progresivit      | Partei verschmolz in Miflaga Liberalit Jisra’elit    |
| Pinchas Rosen              | Miflaga Progresivit      | Partei verschmolz in Miflaga Liberalit Jisra’elit    |
| Shmuel Mikunis             | Maki                     |                                                      |
| Tawfik Toubi               | Maki                     |                                                      |
| Meir Vilner                | Maki                     |                                                      |
| Ahmed A-Dahar              | Qidma uFittuach          |                                                      |
| Elias Nakhleh              | Qidma uFittuach          |                                                      |
| Labib Hussein Abu Rokan    | Schittuf weAchawa        |                                                      |
| Yussef Diab                | Schittuf weAchawa        |                                                      |
| Mahmud A-Nashaf            | Chaqlaʾut uFittuah       |                                                      |

### Umbesetzungen
| MK                    | ersetzt             | Partei          | Datum             | Anmerkungen |
| --------------------- | ------------------- | --------------- | ----------------- | ----------- |
| Mosche Sneh           | Meir Vilner         | Maki            | 16. Dezember 1959 |             |
| Aharon Jadlin         | Aharon Becker       | Mapai           | 23. Mai 1960      |             |
| Josef Kuschnir        | Chaim Jehuda        | Mapam           | 10. Juli 1960     |             |
| Ruth Haktin           | Jigal Allon         | Achdut haʿAvoda | 25. Oktober 1960  |             |
| Avraham Drori         | Schimschon Unichman | Cherut          | 21. März 1961     |             |
| Schlomo-Jaʿaqov Gross | Binyamin Mintz      | Agudat Jisra’el | 30. Mai 1961      |             |